# مارکو گریگوریان
مارکو گریگوریان (ارمنی: Մարկոս Գրիգորեան) با نام هنری گریگوری مارک (ارمنی: Գրիգորի Մարկ) زاده ۵ دسامبر ۱۹۲۵ – درگذشته ۲۷ اوت ۲۰۰۷) هنرمند، بازیگر سینما، معلم، نگارخانه‌دار، و مجموعه‌دار ارمنستانی-ایرانی که به لحاظ آفرینش آثار بدیع و نیز آموزش شماری از مهم‌ترین هنرمندان مدرن ایران همچون حسین زنده‌رودی، فرامز پیلارام و رضا بانگیر، در هنر مدرن ایران، نقشی کلیدی ایفا نمود.

## ابتدای زندگی و خانواده
مارکو گریگوریان در یک خانواده ارمنی در روز شنبه ۵ دسامبر ۱۹۲۵ (۱۴ آذر ۱۳۰۴) در کروپتکین، کراسنودار روسیه دیده به جهان گشود. والدین وی باگرات گریگوریان و شوشانیک مانگویان (هر دو اصالتاً اهل قارص در ارمنستان غربی و زاده ۱۸۸۸ میلادی) نام داشتند.
مارکو کوچک‌ترین در میان سه فرزند خانواده بود. او خواهری به نام گوهاریک (زاده ۱۹۱۸) و یک برادر به نام آندرانیک (زاده ۱۹۲۰) داشت.
در سال ۱۹۳۰ (۱۳۰۹) همراه خانواده‌اش به ایران مهاجرت نمود. و در شهر تبریز سکونت گزید.
پس از فوت مادرش خانوادهٔ او به تهران عزیمت نمود. و پس از چند سال به اصفهان رفت.

## سفر به ایتالیا
گریگوریان در سال ۱۹۵۰ (۱۳۲۹) عازم ایتالیا گردید و در آکادمی هنرهای زیبای رم به تحصیل پرداخت.

## فعالیت‌ها

### نگارخانه استتیک
پس از بازگشت از ایتالیا در سال ۱۹۵۴ (۱۳۳۳) اقدام به تأسیس نگارخانه استتیک در خیابان فردوسی تهران نمود. و نمایشگاه‌های متعددی را برای نقاش‌های مختلف در آنجا برگزار نمود و به این ترتیب در محیط کوچک و در بسته، فضایی مناسب برای ارائه دستاوردهای هنر معاصر، بالاخص هنر مدرن به وجود آورد.

### گردآوری نقاشی قهوه‌خانه‌ای
یکی از مهم‌ترین فعالیت‌های این هنرمند گردآوری آثار هنری سنتی ایران است. مخصوصاً جمع‌آوری تابلوهای نقاشی که به نقاشی قهوه‌خانه معروف شده‌اند. مارکو، تنها بازماندگان نقاشی قهوه‌خانه‌ای را در تهران یافت و از طریق سفارش پرده‌های نقاشی از آن‌ها حمایت نمود تا دوباره نقاشی را شروع کنند و به آن‌ها اسم نقاشان «دوره‌گرد» را داد. مارکو از ارزش و اهمیت نقاشی قهوه‌خانه‌ای و علی‌الخصوص جایگاه ارزشمند نخستین بانیان آن - حسین قوللر آغاسی و محمد مدبر - به خوبی آگاه بود و با گردآوری آثار استادان این شیوه نقاشی - از قهوه‌خانه‌ها و از گوشه و کنار کشور نمایشگاهی در «خانه ایران» پاریس ترتیب داد که سخت مورد استقبال قرار گرفت و سپس توسط موزهٔ نگارستان تهران خریداری گردید. بدین ترتیب نقاشی قهوه‌خانه به عنوان یکی از شاخه‌های هنرهای تجسمی در فرهنگ مردمی ما، توجه عموم را برانگیخت.

### دوسالانه تهران

تصویر جلد کاتالوگ دوسالانه تهران

مارکو در سال ۱۹۵۸ (۱۳۳۷) به عضویت هیئت داوری بین‌المللی دوسالانه ونیز برگزیده شد، در همین سال با ذکر این نکته که آثار گریگوریان شایستهٔ جایزه اول بینال بود، اما چون او در برپایی این نمایشگاه نقش را داشته است کارهایش خارج از مسابقه قرار می‌گیرند؛ لذا جایزه اول - مدال افتخاری نصیب وی نمی‌شود.
پس از مراجعت به ایران در فروردین سال ۱۳۳۷، به کوشش او و با همکاری اداره کل هنرهای زیبا، با الهام از دوسالانه ونیز، دوسالانه تهران را بنیان نهاد که این دوسالانه تا پنج دوره ادامه داشت.محل برپایی این دوسالانه در این سال، کاخ ابیض بود.

## اقامت در ایالات متحده
گریگوریان در سال ۱۹۶۲ (۱۳۴۱) به نیویورک رفت. جامعه هنرهای دیداری نیویورک روی شخصیت هنری گریگوریان سرمایه‌گذاری نمود و حساب باز کرد و او تبدیل به یک استاد در کارهای بافت و ترکیبی شد.
هنرمندی به نام ایلسا گتز از او حمایت نمود و مارکو با کار شبانه‌روزی موفق شد تا تعداد قابل توجهی از آثار کاهگلی خود را خلق نماید و از این طریق بتواند نظر گالری داران را برای راه اندازی نمایشگاه جلب نماید.

## تدریس
در سال ۱۹۷۰ (۱۳۴۹) مارکو به عنوان استاد میهمان، به دانشگاه تهران دعوت و به هیئت استادان دانشکده هنرهای زیبا پیوست.

## گروه آزاد
گروه آزاد نقاشان و مجسمه‌سازان در ۱۹۷۴ (آبانماه ۱۳۵۳) تشکیل شد و اعضا گروه عبارت بودند از: فرامرز پیلارام، میر عبدالرضا دریابیگی، مسعود عربشاهی، مارکو گریگوریان، سیراک ملکنیان، مرتضی ممیز و غلامحسین نامی.
این گروه چهار نمایشگاه ترتیب داد و در هر یک از آن‌ها تجربه‌های جدید از هنرهای تجسمی را ارائه نمود که راه گشایی برای هنرمندان جوان گردید.
گروه آزاد نقاشان و مجسمه سازان اهداف خود را در کاتالوگ نمایشگاه، تحت عنوان «آبی» در موارد زیر برشمرده‌اند:
- ایجاد مرکز هنرمندان هنرهای تجسمی. اعضاء این مرکز تمام هنرمندان را در تمام زمینه‌های ممکن و مختلف هنرهای تجسمی در بر می‌گیرد.
- ایجاد امکانات تعاونی، انتشاراتی، فعالیت‌ها و تبادلات فرهنگی و هنری و معرفی آثار اعضاء این مرکز
- همکاری نزدیک با سازمان‌ها، کمیته‌ها و گالری‌های هنری ایرانی و خارجی جهت به وجود آوردن امکانات مفید دیگر برای هنرمندان ایران.

گروه آزاد نقاشان و مجسمه سازان حداقل سه بار در هر سال آخرین تجربیات خود را همراه با آثاری از هنرمندان میهمان، به نمایش می‌گذاشت.

## گالری آرشیل گورکی
در سال ۱۹۷۸ (۱۳۵۷) در زمان افتتاح موزه هنرهای معاصر، نلسون راکفلر کارهای گریگوریان را تحسین و چهار اثر از وی خریداری نمود. راکفلر یک اثر کاهگلی دیگر از گریگوریان از گالری گورکی نیویورک خریداری کرد و به موزهٔ هنرهای مدرن نیویورک بخشید.
مارکو مجموعهٔ ارزندهٔ خود را که از ایران برده بود، در این گالری به نمایش گذاشت. این مجموعه دربرگیرنده طیف وسیعی از آثار هنری قدیم و جدید ایران، از ساخت‌های مفرغی تا تابلوهای زندیه و قاجاریه و تابلوهای شاهنامه‌ای آندره سوروگین (درویش) و نقاشی‌های عامیانه ایران و پرده‌هایی از نقاشان معاصر بود.
و در سال ۱۹۸۰ (۱۳۵۹) در نیویورک، «گالری گورکی» را به یاد نقاش ارمنی - آرشیل گورکی دایر نمود و نمایشگاه‌های مختلفی از آثار کاهگل در این گالری بر پا نمود.

## اقامت در ارمنستان

مارکو گریگوریان در حال بافتن قالی یکی از نقش‌های خود متأثر از نقش‌های اورارتو

بعد از آن مارکو گالری دیگرش را در منطقه ییلاقی گارنی با هدف دعوت از هنرمندان کشورهای مختلف برای خلق آثار خود دایر نمود. تا بحال هنرمندانی چند از کشورهای مختلف بدانجا رفت‌وآمد داشته‌اند و آثاری که در آنجا خلق شده به نقاط مختلف دنیا برده شده‌اند.
در روستای گارنی که در کوه‌های سر به فلک کشیده قرار دادر و زمانی شکارگاه خسرو پرویز بود با کمک مارکو گریگوریان کارگاه فرش‌بافی تأسیس گردید که طرح‌های فرش جدید او را که الهام گرفته از نقش‌های شوش و اورارتو است می‌بافند و به‌طور کلی با نقش‌های فرش ارمنی متفاوتند. برای او این فعالیت جدای از کارهای نقاشی و آثار تجسمی اوست.
آخرین فعالیت‌های هنری او به جز «موزهٔ خاورمیانه» که اصلی‌ترین فعالیت هنری اوست، شرکت در نمایشگاه‌های بینال گیومری (ارمنستان) و همچنین شرکت در «نمایشگاه گرجستان» بوده است.

## آثار نقاشی
مارکو دوره‌های مختلف فعالیت در زمینهٔ نقاشی داشته از جمله: تابلوهای پست‌امپرسیونیستی که پس از بازگشت از ایتالیا به وجود آورد، دورهٔ کوره‌های آدم‌سوزی اردوگاه آشویتس، دورهٔ مظاهر زندگی روزمره از قبیل دیزی، آبگوشت، نان سنگک، پسته و غیره، و در آخر دوره تابلوهای کاهگلی و آثاری که به آن تعلق دارند. به‌طور کلی وی فردی پیشروتر از زمانهٔ خود بود.

## موزه خاورمیانه
او می‌گوید: 

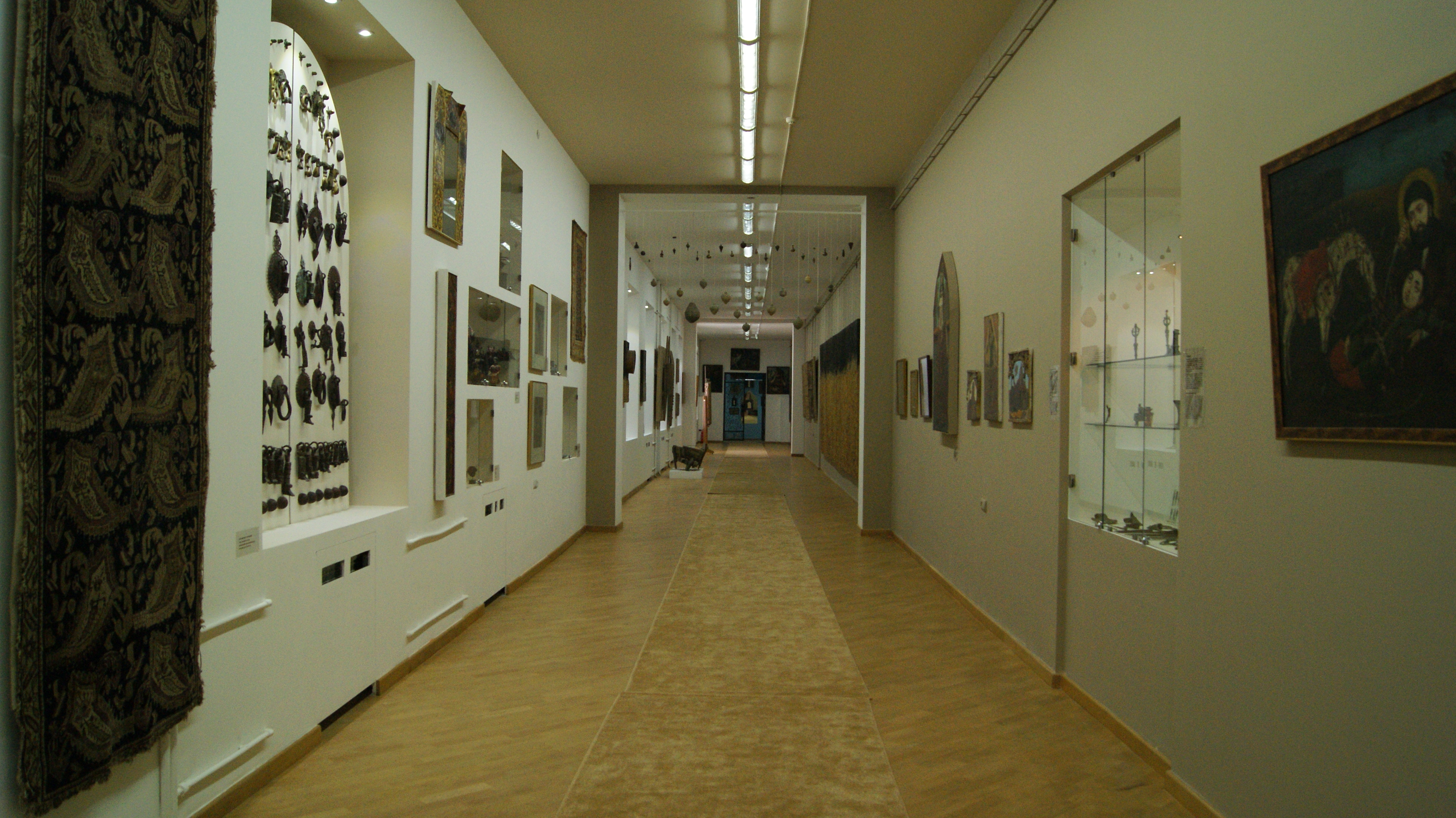
موزه هنری خاور نزدیک

«هنرمند طی سال‌ها با گردآوری مجموعه‌ای از با ارزش‌ترین آثاری هنری و با صرف مخارج زیاد به دنبال مامن اصلی می‌گردد. زمانی می‌رسد که احساس می‌کند مجموعه‌ای از فرهنگ و هنر یک ملت را با خود دارد و اینک باید این ودیعه به تاریخ هنر ملت بازگردانده شود تا نمایشگر ریشه‌های گمشده آن باشد.»
وی مجموعهٔ کم‌نظیر را که طی چهل سال گردآوری شده بود بالغ بر پنج هزار قطعه است را در سال ۱۳۷۲ ۱۹۹۳ به نام «موزه خاور نزدیک سابرینا و مارکو گریگوریان» در ارمنستان دایر نمود.

## آثار
آثار گریگوریان در موزه‌ها و چندین مجموعه شخصی و عمومی نگهداری می‌شوند از آن جمله اند:
آثار او در موزه هنرهای مدرن نیویورک، موزه ملی ایتالیا در رم، موزه هنرهای معاصر تهران و موزه هنرهای معاصر کرمان، موزهٔ ملی ارمنستان، موزهٔ سردارآباد ارمنستان، موزهٔ هنرهای مدرن ارمنستان، موزهٔ پاراجانف ارمنستان و همچنین در مجموعه‌های شخصی نلسن راکفلر (شاهکارهای هنر مدرن نیویورک)، مجموعهٔ بانک مرکزی قبرس نیکوزیا و 
| متن عنوان | متن عنوان                                          | مواد          | ابعاد              | مجموعه یا محل نگهداری | سال       |
| --------- | -------------------------------------------------- | ------------- | ------------------ | --------------------- | --------- |
|           |                                                    |               | ۸۰ * ۸۰ سانتیمتر   | Earthwork             | ۱۹۷۲      |
|           |                                                    |               | ۱۸۳ * ۸۰ سانتیمتر  |                       | ۱۹۸۲–۱۹۸۸ |
|           |                                                    |               | ۶۳٫۵ * ۶۵ سانتیمتر |                       | ۱۹۷۹      |
|           |                                                    |               | ۱۰۸ * ۶۱ سانتیمتر  |                       | ۱۹۶۵      |
|           |                                                    |               | ۵۸٫۵ * ۷۹ سانتیمتر |                       | ۱۹۶۳      |
|           |                                                    |               | سانتیمتر           |                       | ۱۹۶۶      |
|           |                                                    |               | سانتیمتر           |                       | دهه ۱۹۷۰  |
|           |                                                    |               | سانتیمتر           |                       | دهه ۱۹۶۰  |
|           |                                                    |               | سانتیمتر           |                       | ۱۹۶۱      |
|           |                                                    |               | سانتیمتر           |                       | ۱۹۸۸      |
|           |                                                    |               | سانتیمتر           |                       | ۱۹۸۸      |
|           |                                                    |               | سانتیمتر           |                       | ۱۹۶۳      |
|           |                                                    |               | سانتیمتر           |                       | ۱۹۶۸      |
|           |                                                    |               | سانتیمتر           |                       | ۱۹۶۷      |
|           |                                                    |               | سانتیمتر           |                       | ۱۹۶۸      |
|           |                                                    |               | سانتیمتر           |                       | ۱۹۶۶      |
|           |                                                    |               | سانتیمتر           |                       | ۱۹۶۳      |
|           |                                                    |               | سانتیمتر           |                       | ۱۹۶۶      |
|           |                                                    |               | سانتیمتر           |                       | ۱۹۶۴      |
|           |                                                    |               | سانتیمتر           |                       | ۱۹۸۶      |
|           | Portrait of Sohrab Sepehri                         | روغن روی بوم  | ۱۱ * ۱۶ سانتیمتر   | کلکسیون خصوصی تهران   | ۱۹۶۷      |
|           | Jacklin                                            | روغن روی بوم  | ۷۰ * ۶۰ سانتیمتر   | موزه خاور دور ایروان  | ۱۹۵۲      |
|           | Rostam and Ashkbous series                         | روغن روی بوم  | سانتیمتر           | کلکسیون خصوص تهران    | ۱۹۵۵      |
|           | "The Never River"                                  | روغن روی بوم  | ۷۹ * ۶۳ سانتیمتر   | موزه خاور دور         | ۱۹۵۳      |
|           | Spiral, Alfa Omega                                 | کاهگل روی بوم | ۷۰ * ۷۰ سانتیمتر   | کلسیون هنرمند نیویورک | ۱۹۷۳      |
|           | Portait of Vartoush, Archile Gorky's sister        | روغن روی بوم  | سانتیمتر           | موزه خاور دور         | ۱۹۸۴      |
|           | Homeward Bound                                     | روغن روی بوم  | ۶۰ * ۴۵ سانتیمتر   | موزه خاور دور         | ۱۹۵۳      |
|           | Portait of Garlen Mouradian Archile Gorky's Nephew | روغن روی بوم  | سانتیمتر           | موزه خاور دور         | ۱۹۸۴      |
|           | i &ii) Untitled (Nude Couple) iii) Untitled...     |               | سانتیمتر           |                       | ۱۹۵۹      |
|           | Li Ling Ai “The Royal Look”                        |               | سانتیمتر           |                       | ۱۹۹۱      |
|           | Nude Woman                                         |               | سانتیمتر           |                       | ۱۹۷۴      |
|           | FLUTISTA                                           |               | سانتیمتر           |                       | ۱۹۵۳      |
|           | Musician                                           |               | سانتیمتر           |                       | ۱۹۵۳      |
|           | Riposo                                             |               | سانتیمتر           |                       | ۱۹۵۱      |
|           | Earthwork                                          |               | سانتیمتر           |                       | ۱۹۸۰      |
|           | Portrait of Manijeh Tanavoli                       |               | سانتیمتر           |                       | ۱۹۶۲      |
|           | Seated Woman                                       |               | سانتیمتر           |                       |           |
|           | Strain                                             |               | سانتیمتر           |                       | ۱۹۹۱      |
|           | Pistachio                                          |               | سانتیمتر           |                       | ۱۹۶۸      |
|           | Two acres land (Positive-Negative                  |               | سانتیمتر           |                       | ۱۹۷۱      |
|           | Untitled                                           |               | سانتیمتر           |                       | ۱۹۶۸      |
|           | THE BASIS OF A ROAD                                |               | سانتیمتر           |                       | ۱۹۶۶      |
|           | Seated Nude                                        |               | سانتیمتر           |                       | ۱۹۵۳      |
|           | PORTRAIT OF PATTI FLYNN                            |               | سانتیمتر           |                       | ۱۹۶۴      |
|           | Heroshima                                          |               | سانتیمتر           |                       | ۱۹۵۶      |
|           | The Village                                        |               | سانتیمتر           |                       | ۱۹۵۸      |
|           | Summer of 1999 Garni                               |               | سانتیمتر           |                       | ۱۹۹۹      |
|           | Untitled (Self-Portrait)                           |               | سانتیمتر           |                       | ۱۹۵۲      |
|           | Pistachio                                          |               | سانتیمتر           |                       | ۱۹۶۸      |
|           | Untitled                                           |               | سانتیمتر           |                       | ۱۹۸۰      |
|           | Abgousht Dizi (Traditional Iranian Meal            |               | سانتیمتر           |                       | ۱۹۷۱      |
|           | QUATRO STAGGIONI                                   |               | سانتیمتر           |                       | ۱۹۷۱      |
|           | Untitled                                           |               | سانتیمتر           |                       | ۱۹۶۸      |
|           | Untitled (Tree of Life)                            |               | سانتیمتر           |                       |           |
|           | Sans titre (from Earthworks)                       |               | سانتیمتر           |                       | ۱۹۹۸      |
|           | Désert (from Earthworks)                           |               | سانتیمتر           |                       | ۱۹۷۲      |
|           | Midsummer night dream (from Earthworks)            | روغن روی بوم  | سانتیمتر           |                       | ۱۹۹۹      |
|           | Sans titre (from Earthworks)                       | روغن روی بوم  | سانتیمتر           |                       | ۱۹۹۸      |
|           | Creation of the planet                             |               | سانتیمتر           |                       | ۱۹۶۳      |
|           | Untitled (triptych)                                |               | سانتیمتر           |                       | ۱۹۸۳      |
|           | Earth work                                         |               | سانتیمتر           |                       | ۱۹۷۹      |
|           | Rebirth                                            |               | سانتیمتر           |                       | ۱۹۶۵      |
|           | Sans titre                                         |               | سانتیمتر           |                       | ۱۹۵۳      |
|           | Cracked earth                                      |               | سانتیمتر           |                       | ۱۹۸۰      |
|           | Untitled                                           |               | سانتیمتر           |                       | ۱۹۶۴      |
|           | Creation of the planet                             |               | سانتیمتر           |                       | ۱۹۶۳      |
|           | The artist's wife and daughter                     |               | سانتیمتر           |                       |           |
|           | Untitled                                           |               | سانتیمتر           |                       | ۱۹۶۱      |
|           | Midsummer Night Dream                              |               | سانتیمتر           |                       | ۱۹۹۶      |
|           | Quadratura                                         |               | سانتیمتر           |                       | ۱۹۷۱      |
|           | Four in one                                        |               | سانتیمتر           |                       | ۱۹۷۱–۱۹۷۴ |
|           | Tree of life                                       |               | سانتیمتر           |                       | ۱۹۶۱–۱۹۶۲ |
|           | Sans titre                                         |               | سانتیمتر           |                       | ۱۹۵۳      |
|           | Dry farm                                           |               | سانتیمتر           |                       |           |
|           | Untitled                                           |               | سانتیمتر           |                       | ۱۹۷۱      |
|           | Rebirth                                            |               | سانتیمتر           |                       | ۱۹۹۶      |
|           | Quattro Quadri                                     |               | سانتیمتر           |                       | ۱۹۸۹      |
|           | The time machine                                   |               | سانتیمتر           |                       | ۹۵۰–۱۹۵۹  |
|           | 12:30 noon                                         |               | سانتیمتر           |                       | ۱۹۷۹      |
|           | Tree of Life                                       |               | سانتیمتر           |                       | ۱۹۶۳      |
|           | Crossroads                                         |               | سانتیمتر           |                       |           |
|           | Spiral                                             |               | سانتیمتر           |                       | ۱۹۶۷      |
|           | Desert                                             |               | سانتیمتر           | the Earthworks series | ۱۹۷۲      |

## نمایشگاه‌ها
طی این سال‌ها مارکو نمایشگاه‌هایی را در ایروان، قبرس، آلمان، گرجستان و اردن برگزار کرد.

### نمایشگاه‌های انفرادی
وی نمایشگاه‌های انفرادی نیز برگزار کرد که عبارتنداز:
- ۱۹۵۱ - گالری، رم
- ۱۹۵۳ - گالری، پاریس
- ۱۹۵۳ - گالری، رم
- ۱۹۵۳ - انجمن ایران-آمریکا، تهران
- ۱۹۶۰ - نمایشگاه هولوکاست، استودیو فیلم میثاقیه، تهران
- ۱۹۷۱ - انجمن ایران-آمریکا، تهران
- ۱۹۷۵ - گالری لیتو، تهران
- ۱۹۷۷ - گالری سامان، تهران
- ۸۵–۱۹۸۱ - گالری گورکی، نیویورک
- ۹۰–۱۹۸۹ - نمایشگاه‌های انفرادی مسکو و لنینگراد
- ۱۹۹۱ -، توسط اتحادیه هنرمندان، ایروان ارمنستان
- ۲۰۰۰ - گالری، تفلیس گرجستان
- ۲۰۰۱ -، موزه خاورمیانه، ایروان
- ۲۰۰۴ -، موزه ملی هنر، ایروان

### نمایشگاه‌های گروهی
- ۱۹۵۲
- ۱۹۵۳
- ۱۹۵۶
- ۱۹۵۶
- ۱۹۶۳
- ۱۹۶۴
- ۱۹۶۶
- ۱۹۷۴
- ۱۹۷۵
- ۱۹۹۴
- ۱۹۹۹
- ۲۰۰۰
- ۲۰۰۱
- ۲۰۰۱
- ۲۰۰۱
- ۲۰۰۲
- ۲۰۰۶

## هنرپیشگی
مارکو در کنار نقاشی به هنرپیشگی نیز پرداخته است. وی با نام هنری گریگوری مارک به عنوان هنرپیشهٔ نقش اول در هشت فیلم ایرانی به نام‌های شهر بزرگ، آرامش قبل از طوفان، کلید، گرگ صحرا، طلای سفید، گذرگاه آخر، مردی در طوفان، و مأموریت امکان‌ناپذیر بازی کرده است. در سال ۱۳۵۳، درست در زمانی که در ایران به عنوان هنرپیشه‌ای موفق شناخته می‌شد، از کار بازیگری در سینما کناره‌گیری کرد

### فیلمشناسی

پوستر فیلم طلای سفید

خسرو پرویزی در سال ۱۹۶۰ (۱۳۳۹) مارکو گریگوریان به خاطر تیپ سینمایی و شباهتش به بازیگران معروف آمریکایی، ریچارد ویدمارک و گریگوری پک، برای بازی در فیلم جدیدش، آرامش در قبل از طوفان، انتخاب کرد و پای مارکو به سینما باز شد و شهرت یافت … او با نام هنری مارک گریگوری به عنوان هنرپیشه نقش اول در هشت فیلم ایرانی بازی کرده است.
| سال تولید   | عنوان              | در نقش     | کارگردان       |
| ----------- | ------------------ | ---------- | -------------- |
| ۱۳۳۹ (۱۹۶۰) | آرامش قبل از طوفان | نظام الدین | خسرو پرویزی    |
| ۱۳۴۰ (۱۹۶۱) | گرگ صحرا           |            | سعید نیوندی    |
| ۱۳۴۱ (۱۹۶۲) | کلید               | جمشید      | محمود نادری    |
| ۱۳۴۱ (۱۹۶۲) | طلای سفید          | اعتماد     | جمشید شیبانی   |
| ۱۳۴۱ (۱۹۶۲) | آخرین گذرگاه       | حمید       | خسرو پرویزی    |
| ۱۳۴۴ (۱۹۶۵) | شهر بزرگ           |            | روبرت اکهارت   |
| ۱۳۵۱ (۱۹۷۲) | مردی در طوفان      | اکبر       | خسرو پرویزی    |
| ۱۳۵۵ (۱۹۷۶) | حرفه‌ای             |            | قدرت‌الله بزرگی |

## زندگی شخصی
مارکو گریگوریان در سال ۱۹۵۵ م به رم بازگشت و با فلورا آدامیان ازدواج کرد؟ و سال بعد تنها دخترش سابرینا به دنیا آمد. البته این ازدواج بیش از چند سال طول نکشید و به طلاق انجامید.
در ژوئن ۱۹۸۶ (خرداد ۱۳۶۵) تنها دخترش، سابرینا، به علت حمله قلبی درگذشت. این اتفاق شوم ضربه مهلکی به زندگی هنرمند وارد آورد.

## درگذشت
مارکو گریگوریان در روز ۶ اوت ۲۰۰۷ در اثر حمله دزدانی که به قصد ربودن اموالش به خانه‌اش در ناحیه آرابکیر شهر ایروان، ارمنستان حمله کرده بودند مدتی در بیمارستان بستری شد و سه هفته بعد در روز دوشنبه ۲۷ اوت ۲۰۰۷ (۵ شهریور ۱۳۸۶) اثر ایست قلبی، در سن ۸۲ سالگی درگذشت و در روز ۱ سپتامبر در آرامستان پانتئون به خاک سپرده شد.

## جوایز و افتخارات
- شهروند افتخاری ایروان[۳۰]
- شهروند افتخاری گارنی[۳۱]

## یادداشت
1. ↑  Esthetic
2. ↑  Elsa Ghates
3. ↑  Nelson Rockefellor
4. ↑  Garni
5. ↑  Auschwitz concentration camp
6. ↑  Museum of Modern Art
7. ↑  Central Bank of Cyprus